# Caucus presidenciales republicanos de Nevada de 2024
Los caucus presidenciales republicanos de Nevada de 2024 se celebraron el 8 de febrero de 2024, como parte de las primarias del Partido Republicano para las elecciones presidenciales de 2024.
Se asignaron 26 delegados a la Convención Nacional Republicana de 2024 de forma proporcional.
Las primarias estatales estuvieron programadas para el 6 de febrero, sin embargo, el Partido Republicano de Nevada decidió celebrar su propio caucus el 8 de febrero.

## Procedimiento
Los delegados se asignaron proporcionalmente a los candidatos que recibieron al menos el 3,85% de los votos en el caucus del 8 de febrero de 2024. Los votos en las primarias del 6 de febrero de 2024 no se incluyeron para determinar la asignación de delegados.

## Resultados
| Candidato    | Votos  | %     | Delegados |
| ------------ | ------ | ----- | --------- |
| Donald Trump | 59,787 | 99,11 | 26        |
| Ryan Binkley | 536    | 0,89  | -         |
|              |        |       |           |
| Total        | 60,323 | 100   | 26        |
|              |        |       |           |
| Fuente:      |        |       |           |

| Predecesora: Nuevo Hampshire (23 de enero) | Primarias Republicanas de 2024 8 de febrero de 2024 | Sucesora: Carolina del Sur (24 de febrero) |